# Rebecca Soni
Rebecca Soni (Freehold, 18 marzo 1987) è un'ex nuotatrice statunitense di ascendenze ungheresi.

## Biografia
I suoi genitori, Péter e Kinga Sőni, emigrarono da Cluj-Napoca, seconda città più grande della Romania, negli anni ottanta e Rebecca nacque negli Stati Uniti. Sa parlare sia l'inglese che l'ungherese. È cresciuta a Plainsboro Township nel New Jersey e ha studiato alla West Windsor-Plainsboro High School North; attualmente si sta laureando in comunicazione alla USC Annenberg School for Communication.
Vincendo i 200 m rana ai trials statunitensi si è guadagnata la partecipazione alla XXIX Olimpiade, dove ha conseguito il record del mondo ed ottenuto l'oro nei 200 metri rana con il tempo di 2'20"22, primato del mondo strappato ad una Leisel Jones fino a quel momento considerata imbattibile. Si è inoltre classificata seconda nei 100 metri rana e nella staffetta 4x100 metri misti con Natalie Coughlin, Christine Magnuson e Dara Torres. Nel 2009, ai Campionati mondiali di Roma, ha stabilito il record del mondo anche nella semifinale dei 100 metri rana con 1'04"84. Alle Olimpiadi di Londra 2012 ha stabilito il record mondiale nei 200 metri rana, sempre in semifinale, con il tempo di 2'20"00, poi migliorato in finale con 2'19"59, prestazione con cui si è aggiudicata la medaglia d'oro.
Nel 2014 si è ritirata dalle competizioni.

## Palmarès
- Olimpiadi

Pechino 2008: oro nei 200m rana, argento nei 100m rana e nella 4x100m misti.
Londra 2012: oro nei 200m rana e nella 4x100m misti e argento nei 100m rana.
- Mondiali

Roma 2009: oro nei 100m rana e argento nei 50m rana.
Shanghai 2011: oro nei 100m rana, nei 200m rana e nella 4x100m misti e bronzo nei 50m rana.
- Mondiali in vasca corta

Dubai 2010: oro nei 50m rana, nei 100m rana e nei 200m rana e argento nella 4x100m misti.
- Giochi PanPacifici

Irvine 2010: oro nei 100m rana, nei 200m rana e nella 4x100m misti.

## Riconoscimenti
- World Swimmer of the Year: 2010, 2011
- American Swimmer of the Year: 2009, 2010, 2011